# Antilopa modrá
Antilopa modrá (Hippotragus leucophaeus), africky nazývaná bloubok, je vyhynulý druh antilopy, která žila až do roku 1800 v Jihoafrické republice. Společně s antilopou koňskou (Hippotragus equinus) a antilopou vranou (Hippotragus niger) patřila do rodu Hippotragus, ale ze všech těchto tří druhů dosahovala nejmenší velikosti. Některé studie ji považovaly za poddruh antilopy koňské, genetická analýza ji však potvrdila jako odlišný druh.
Největší vzorek antilopy modré měřil v kohoutku 119 cm. Rohy dosahovaly velikosti 56,5 cm podél zakřivení. Srst byla stejnoměrně modrošedá, se světle bílým břichem. Čelo bylo hnědé, tmavší než obličej. Antilopa modrá neměla rozvinutou hřívu jako antilopa koňská či vraná, její uši byly kratší a tupější a měla též menší zuby. Lišila se také absencí barevného černobílého vzoru na hlavě. Vyvinula se černě zbarvená chocholka na ocase. Antilopa modrá se živila trávou. Je pravděpodobné, že rozmnožování záviselo na vrcholu srážek a tím i dostupnosti těchto trav. Evropané se s tímto druhem setkali na jihozápadě Kapského poloostrova v dnešní Jihoafrické republice, ale fosilní důkazy a skalní malby ukazují, že areál výskytu byl původně větší.
Evropská civilizace se s tímto druhem prvně setkala v 17. století. Již tehdy nebyl tolik hojný, snad kvůli tomu, že se rozloha jeho pastvin snížila na 4 300 čtverečních kilometrů, zejména podél jižního pobřeží Jihoafrické republiky. Změny hladiny moří během holocénu taky mohly přispět k poklesu populace. První zmínka o zvířeti pochází z roku 1681 a vzniklo také několik popisů této antilopy. Z 18. století pochází několik ilustrací, založených zřejmě na vycpaninách. Lov osadníky zapříčinil úplné vyhynutí této antilopy, zanikla kolem roku 1800; jednalo se o prvního velkého afrického savce, který vyhynul v moderní době, následovaného kvagou v roce 1883. Existují čtyři exempláře, a to v muzeích v Leidenu, Stockholmu, Vídni a Paříži; lebky a rohy jsou uchovány v dalších různých muzeích.

## Synonyma
- Sajga modrá
- Pakamzík